# Nécropole nationale du col de La Chipotte
Pour les articles homonymes, voir La Chipotte.
Pour un article plus général, voir Sites funéraires et mémoriels de la Première Guerre mondiale (Front Ouest).
La nécropole nationale du col de La Chipotte est un cimetière militaire français de la Première Guerre mondiale. 

## Localisation
La nécropole nationale est située sur le territoire de la commune de Saint-Benoît-la-Chipotte dans le département des Vosges, en Lorraine, région Grand Est de la France
Elle est précisément localisée au col de la Chipotte, entre Saint-Benoît-la-Chipotte, Étival-Clairefontaine et Raon-l'Étape, lieu de combats visant, en août et septembre 1914, à barrer la route d'Épinal et la vallée de la Moselle aux armées allemandes ayant précédemment traversé la Meurthe.

## Historique
Elle a été créée en 1919 et rassemble les corps des soldats morts lors de la bataille de la Mortagne en août-septembre 1914. Il a été aménagé de 1920 à 1935. On y a regroupé des dépouilles de soldats exhumés de carrés militaires de cimetières communaux de la région entre Rambervillers et Saint-Dié-des-Vosges. La nécropole du col de La Chipotte a été rénovée en 1975.
Le site est candidat à son inscription sur la liste du Patrimoine mondial de l'humanité établie par l'Unesco au titre de son appartenance au réseau des 139 sites funéraires et mémoriel de la Première Guerre mondiale (front ouest).

## Caractéristiques
- superficie : 7 070 m2

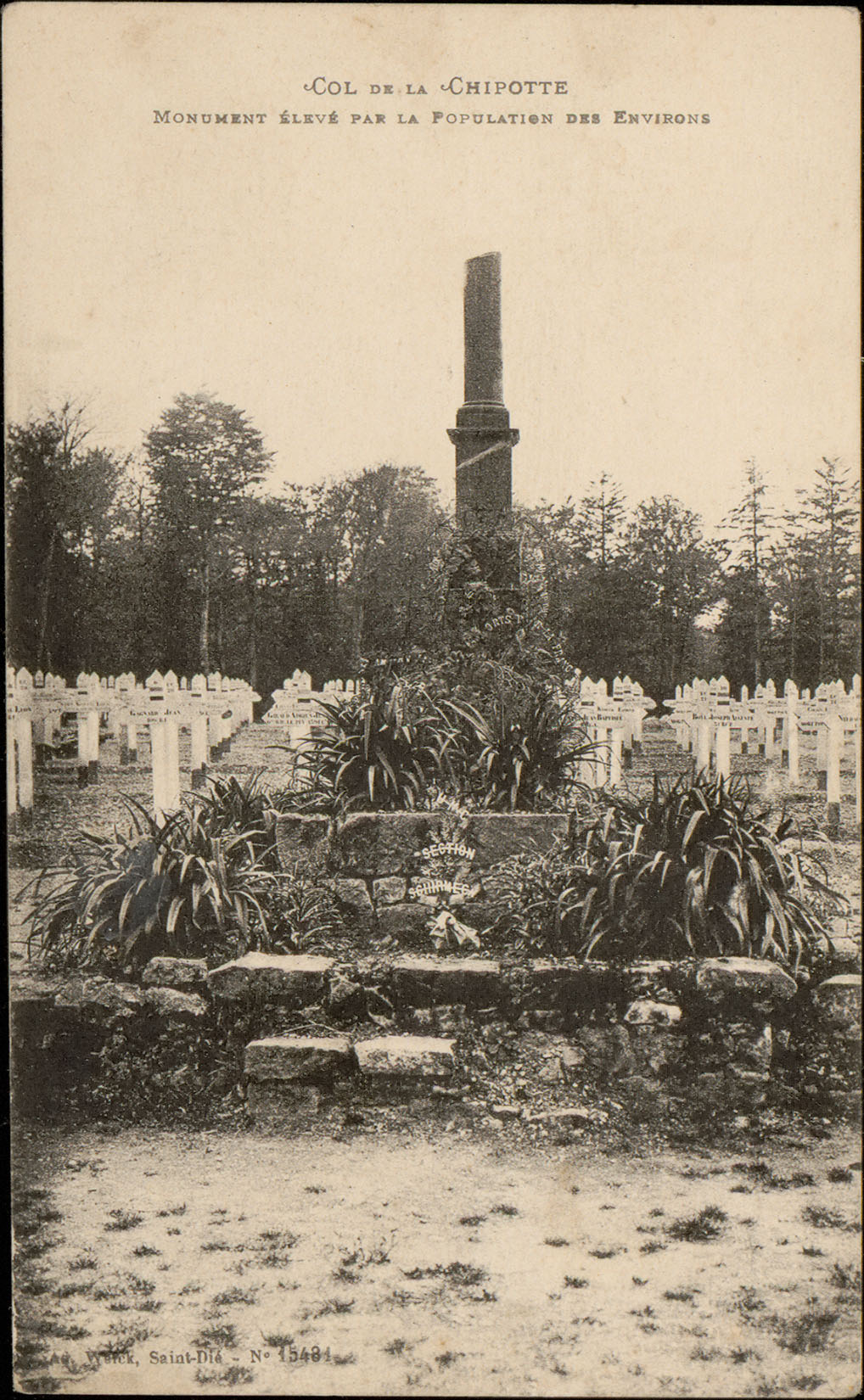
Monument aux morts (carte postale Adolphe Weick).

- nombre de sépultures : 1 899 corps dont 893 en deux ossuaires[1].

Ce cimetière militaire regroupe les corps des militaires précédemment inhumés dans les cimetières de Sainte-Barbe, du Bois de la Pêche, de la Forêt de Chaumont, d'Autrey…
Un monument aux morts 1914-1918 en forme de colonne tronquée a été érigé dans ce cimetière.

## Monuments commémoratifs

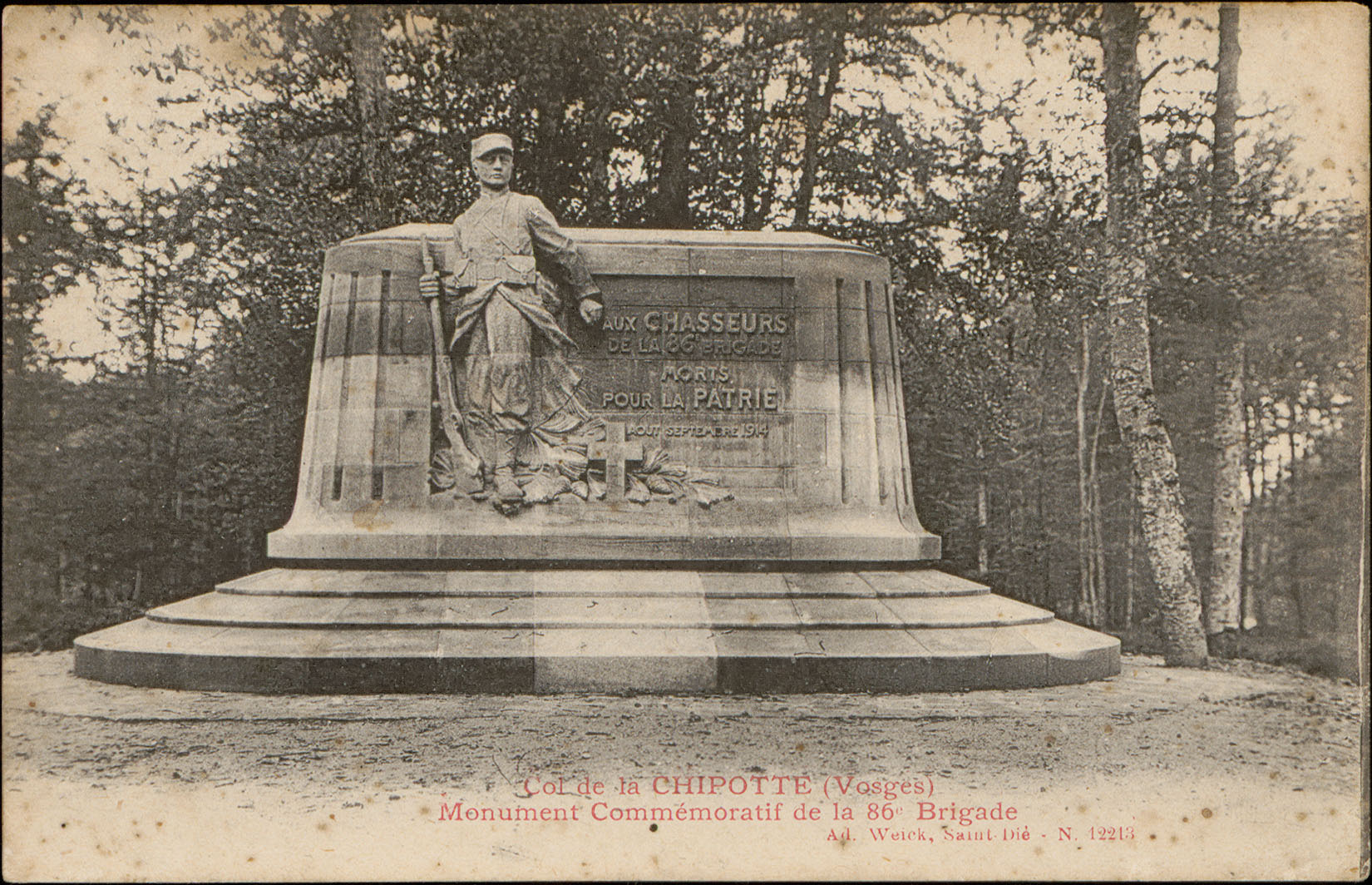
Monument commémoratif de la (carte postale Adolphe Weick).

- Monument dit « des Chasseurs » à la gloire de la 86e brigade, érigé au col, à côté de la nécropole ; œuvre de l'architecte Emmanuel Cateland.
- Monument dit « des Coloniaux » situé au nord, au carrefour des routes descendant sur Raon-l'Étape et sur Étival-Clairefontaine, érigé à la mémoire des 5e et 6e régiments d'infanterie coloniale.